# Knik River (Alaska)
Knik River es un lugar designado por el censo ubicado en el borough de Matanuska-Susitna en el estado estadounidense de Alaska. En el Censo de 2010 tenía una población de 744 habitantes y una densidad poblacional de 3,13 personas por km².

## Geografía
Knik River se encuentra en las coordenadas 61°27′36″N 148°54′45″O / 61.46000, -148.91250. Según la Oficina del Censo de los Estados Unidos, Knik River tiene una superficie total de 237.42 km², de la cual 211.96 km² corresponden a tierra firme y (10.72%) 25.46 km² es agua.

## Demografía
Según el censo de 2010, había 744 personas residiendo en Knik River. La densidad de población era de 3,13 hab./km². De los 744 habitantes, Knik River estaba compuesto por el 88.44% blancos, el 1.34% eran afroamericanos, el 3.76% eran amerindios, el 1.21% eran asiáticos, el 0% eran isleños del Pacífico, el 0.54% eran de otras razas y el 4.7% pertenecían a dos o más razas. Del total de la población el 3.09% eran hispanos o latinos de cualquier raza.

## Localidades adyacentes
El siguiente diagrama muestra a las localidades más próximas a Knik River.